# Antoine Parat
Pour les articles homonymes, voir Parat.
Antoine Parat, décédé le 8 mars 1696, est un gouverneur de Plaisance sur l'île de Terre-Neuve à l'époque de la Nouvelle-France.

## Biographie
Antoine Parat est un capitaine de brûlot. Le 13 janvier 1685, le roi de France, Louis XIV, nomma Antoine Parat gouverneur de Plaisance après la mort du précédent gouverneur Gaspard de La Poippe. Antoine Parat s'embarqua pour Terre-Neuve et prit son poste à Plaisance le 2 juin suivant. 
Antoine Parat fit un recensement de la population de la colonie. Celle-ci comptait environ 650 colons répartis sur l'ensemble du territoire français de Terre-Neuve dans une douzaine de ports dont celui de Plaisance. Il fallait ajouter à ces données, la présence de plusieurs dizaines de bateaux de pêche français, avec leur équipage, accostés dans ces ports durant la saison de pêche de la morue.
Antoine Parat sollicita des autorités royales un renforcement de la garnison de Plaisance et la réfection du fort. En 1687 arrivait un détachement de 25 soldats, commandés par Philippe de Pastour de Costebelle. Quant au fort, le gouverneur dut se contenter de le restaurer à ses frais.
Il vécut en bons termes avec le gouverneur anglais des colonies anglaises voisines et conclut avec lui un traité de neutralité. Il commerça aussi avec Boston afin d’obtenir les vivres et les fournitures nécessaires. 
Une grande rivalité existait cependant entre les pêcheurs français et anglais qui fréquentaient les alentours de Terre-Neuve, et chaque nation s’efforçait de faire des prises. 
En 1689, Antoine Parat fit libérer un navire anglais saisie par des marchands français, ce qui n’empêcha pas une partie des 45 flibustiers anglais de revenir attaquer et piller Plaisance. Ils maltraitèrent le gouverneur et gardèrent la population prisonnière pendant six semaines. Antoine Parat crut la colonie perdue, demanda à la cour royale de construire un fort solide, de grouper les habitants et d’envoyer une frégate croiser sur les côtes. Il jugeait Terre-Neuve « le plus méchant pays du monde » et demandait son rappel.
Son rappel était décidé depuis 1687, mais son successeur, Jacques-François de Monbeton de Brouillan, ne put se mettre en route avant 1690. Antoine Parat, épuisé et inquiet par le siège et les mauvais traitements qu’il avait subis l’hiver précédent de 1689, partit en septembre 1690 sans même attendre l’arrivée de son successeur. Louis de Pastour de Constebelle fut nommé provisoirement gouverneur par intérim dans l'attente de l'arrivée de Montbeton de Brouillan.
Antoine Parat mourut en France le 8 mars 1696.